# فونار إبري
فونار إبري (الاسم العلمي:Funaria acicularis) هو نوع من النباتات يتبع جنس الفونار من الفصيلة الفونارية.